# Gunilla Celsing
Gunilla Christina Celsing, född von Stockenström 15 juli 1918 i Gunnilbo socken, död 16 augusti 2005 i Stockholm, var en svensk tecknare.
Hon var dotter till ryttmästaren Lars Axel von Stockenström och Elsa Dagmar Nordenfalk samt från 1941 gift med lic. Fredrik Anders Folke Celsing. 
Celsing studerade vid Otte Skölds målarskola och Anders Beckmans skola i Stockholm. Separat ställde hon ut i bland annat Stockholm, Oxelösund och Paris hon medverkade i utställningen Unga tecknare på Nationalmuseum ett flertal gånger.
Celsing är representerad vid Eskilstuna konstmuseum, Katrineholms kommun, Stockholms kommun och Stockholms läns landsting.